# Албиано
Албиа̀но (на италиански: Albiano, на местен диалект: Albiàn, Албиан) е село и община в Северна Италия, автономна провинция Тренто, автономен регион Трентино-Южен Тирол. Разположено е на 644 m надморска височина. Населението на общината е 1530 души (към 2015 г.).